# Silas Lee

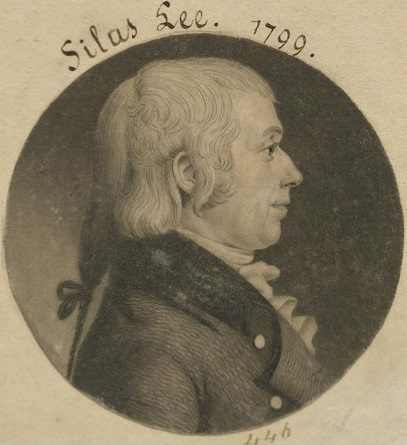
Silas Lee

Silas Lee (* 3. Juli 1760 in Concord, Province of Massachusetts Bay; † 1. März 1814 in Wiscasset, Massachusetts) war ein US-amerikanischer Jurist und Politiker. Zwischen 1799 und 1801 vertrat er den Bundesstaat Massachusetts im US-Repräsentantenhaus.

## Werdegang
Silas Lee genoss eine klassische Ausbildung und studierte danach bis 1784 an der Harvard University. Nach einem anschließenden Jurastudium wurde er als Rechtsanwalt zugelassen.  Politisch wurde er Mitglied der Ende der 1790er Jahre von Alexander Hamilton gegründeten Föderalistischen Partei. In den Jahren 1793, 1797 und 1798 saß er als Abgeordneter im Repräsentantenhaus von Massachusetts.
Bei den Kongresswahlen des Jahres 1798 wurde Lee im zwölften Wahlbezirk von Massachusetts in das US-Repräsentantenhaus gewählt, wo er am 4. März 1799 die Nachfolge von Isaac Parker antrat. Nach einer Wiederwahl konnte er bis zu seinem Rücktritt am 20. August 1801 im Kongress verbleiben. Während dieser Zeit wurde die neue Bundeshauptstadt Washington, D.C. bezogen. Von 1802 bis zu seinem Tod war er Bundesstaatsanwalt für den Maine-Bezirk des Staates Massachusetts, aus dem 1820 der Staat Maine entstehen sollte. Lee amtierte auch als Friedensrichter und ab 1805 als Nachlassrichter. Er starb am 1. März 1814 in Wiscasset im heutigen Maine, wo er auch beigesetzt wurde.